# Бановце на Бебрави
Бановце на Бебрави (слч. Bánovce nad Bebravou, мађ. Bán) град је у Словачкој у оквиру Тренчинског краја.

## Географија
Ново Бановце на Бебрави је смештено у средишњем делу државе. Главни град државе, Братислава, налази се 150 km југозападно од града.
Рељеф: Бановце на Бебрави се развило у западном подгорју Татри. Град се развио у области горњег слика реке Њитре на преко 200 m надморске висине. Западно од града издиже се планина Повашки Иновец, док се северно издижу Стражовске врхи.
Клима: Клима у Бановцу на Бебрави је умерено континентална.
Воде: Западна граница Бановца на Бебрави је река Бебрава. Њено име је уграђено у назив града.

## Историја
Људска насеља на овом простору датирају још из праисторије. Насеље под данашњим именом први пут се спомиње у 1232. године, а 1376. године насеље је добило градска права. Током следећих векова град је био у саставу Угарске као обласно трговиште.
Крајем 1918. године. Бановце на Бебрави је постао део новоосноване Чехословачке. После осамостаљења Словачке град је постао њено значајно средиште, али је дошло и до проблема везаних за преструктурирање привреде.

## Становништво
| Година:    | 1994.  | 2004.   | 2014.   | 2024.    |
| ---------- | ------ | ------- | ------- | -------- |
| Број људи: | 20 716 | 20 725  | 18 933  | 16 103   |
| Разлика:   |        | +0,04 % | -8,64 % | -14,94 % |

| Година:    | 2023.  | 2024.   |
| ---------- | ------ | ------- |
| Број људи: | 16 359 | 16 103  |
| Разлика:   |        | -1,56 % |

Данас Бановце на Бебрави имају нешто преко 20.000 становника и последњих година број становника опада.
Етнички састав: По попису из 2001. године састав је следећи:
- Словаци - 97,0%,
- Роми - 1,4%,
- Чеси - 0,7%%,
- остали.

Верски састав: По попису из 2001. године састав је следећи:
- римокатолици - 73,9%,
- атеисти - 11,5%%,
- лутерани - 11,3%,
- остали.

## Галерија
- Стари двор
- Црква св. Николе